# Tentazioni di sant'Antonio abate (Salvator Rosa)
Le Tentazioni di sant'Antonio abate sono un dipinto a olio su tela (125,5x93,3 cm) di Salvator Rosa, databile al 1645 circa e conservato nella Galleria Palatina a Firenze. 

## Storia
Salvator Rosa, nel suo soggiorno fiorentino (1640-1648), esplorò nuovi temi tra cui, in assenza di prove antecedenti, si registrano le cosiddette "stregonerie" o "stregozzi", ossia dipinti sul mondo della stregoneria e dell'occulto, spesso intonati a tinte fosche e popolate di minacciosi esseri mostruosi. Le prime opere di questa serie dovrebbero essere i quattro tondi di piccole dimensioni oggi al Museo di Cleveland, provenienti dagli eredi di Filippo Niccolini, maestro di casa del principe e cardinale Giovan Carlo de' Medici, presso cui il Rosa ebbe la sua prima protezione in Toscana. 
A Firenze Rosa poté trarre ispirazione, oltre che dalle stampe nordiche che ampiamente circolavano ovunque, da alcuni dipinti a soggetto macabro di Jacopo Ligozzi, dalle stampe grottesche di Jacques Callot e dalla serie di scheletri di animali in incisione pubblicati da Filippo Napoletano a Roma nel 1620.
Il quadro delle Tentazioni fa parte di questo filone, ed è generalmente attribuito a una data intermedia del soggiorno del pittore. In particolare è messo in relazione al rientro a Firenze,  da Vienna, del poeta Antonio Abati, amico e compagno all'Accademia dei Percossi, a cui il Rosa aveva dedicato alcuni accenni scherzosi in delle lettere scambiate con Giovan Battista Ricciardi: se dipinto per l'amico "Abati", il sant'Antonio "abate" potrebbe rappresentare scherzosamente le tentazioni subite nei quattro anni in Austria. Ma se l'uso di un tema sacro per un tale scopo è probabilmente troppo spregiudicato anche per il clima satirico dell'Accademia, un altro avvenimento biografico legato all'origine del dipinto potrebbe essere il breve soggiorno del pittore nel romitaggio della Verna, nel settembre del 1645 o del 1646. 
Sicuramente il dipinto non figura negli inventari legati al cardinale Giovan Carlo, quindi è errato legarlo a una sua committenza, come è spesso riportato sulla base di un'errata interpretazione di un passo di Filippo Baldinucci. Lo si trova solo nel 1698 nelle stanze del gran principe Ferdinando a palazzo Pitti: «Un santo Antonio nel deserto, a cui compariscono alcuni mostri d'Inferno».

## Descrizione e stile
Come altre opere del Rosa, la scena è abilmente composta su linee diagonali: in basso il santo, illuminato da una luce che è anche simbolo di divinità e morale, sembra soccombere in terra all'apparizione dei diavoli che lo sovrastano, soprattutto l'alto mostro con esile scheletro di uccello, collo di cigno e testa con lungo becco provvisto di denti e zanne. Ma Antonio, nel suo divincolarsi aprendo braccia e gambe sulla stuoia su cui stava meditando sulla sacra scrittura e sul teschio, si difende con la croce, e il suo volto non è affatto spaventato, ma sicuro nella sua incrollabile fede.
Dietro al mostro, tra le rocce, si vede un diavolo che lo sprona con un braccio ad attaccare, e un famelico cane nero. Tutta la scena è impostata su tonalità cupe del bruno 3 del blu scuro (nel cielo), che si accendono solo di rossi e di gialli su sant'Antonio. 
L'ambiente, con rocce aguzze, vegetazione frondosa e un accenno a bacino d'acqua, è anche tipico del Rosa. 